# Arisman Pongruangrong
Arisman Pongruangrong (อริสมันต์ พงศ์เรืองรอง, RTGS: Aritsaman Phongrueangrong; * 8. Januar 1964) ist ein thailändischer politischer Aktivist und einer der Anführer der National United Front of Democracy Against Dictatorship (kurz UDD; im Volksmund „Rothemden“).
Arisman Pongruangrong war ein bekannter Popsänger. Er begann seine politische Aktivität während der Oppositionsproteste gegen die militärgestützte Regierung von General Suchinda Kraprayoon im Mai 1992, deren gewaltsame Niederschlagung als „Schwarzer Mai“ erinnert wird. 1995 wurde er für die Palang-Dharma-Partei ins Parlament gewählt, die damals von Thaksin Shinawatra geführt wurde. Bei der Wahl 1996 verlor er seinen Sitz wieder. 1998 wechselte er zur von Thaksin neu gegründeten Thai-Rak-Thai-Partei, auf deren Liste er 2001 wieder ins Parlament einzog. Nach dem Militärputsch im September 2006, der Thaksin entmachtete, war er einer der Gründer des Thaksin-nahen Fernsehsenders People’s Television und der als Bewegung der „Rothemden“ bekannten UDD.

## Unruhen in Bangkok 2010
Arisman war aktiv an den Unruhen in Bangkok 2010 beteiligt und galt als ein Hardliner der auch zur Gewalt gegen die Sicherheitskräfte aufrief. Am 7. April 2010 führte er eine Gruppe „Rothemden“, die das Parlamentsgebäude stürmte und Jagd auf den stellvertretenden Ministerpräsidenten Suthep Thaugsuban machte. Die Polizei versuchte am 16. April Arisman zusammen mit drei anderen Anführern der Rothemden (darunter Nattawut Saikua) in einem Hotel festzunehmen. Die Menge der anwesenden Demonstranten hielt sie davon ab, das Gebäude zu stürmen, wodurch die Gesuchten durch die Fenster und über die Fassade entkommen konnten. Dabei nahmen die Rothemden – eigenen Angaben zufolge als Schutzmaßnahme – vier Angehörige der operierenden Polizeispezialeinheit als Geiseln.
Nach dem Sturm des Militärs am 19. Mai 2010 war Arisman Pongruangrong auf der Flucht. Am 7. Dezember 2011, nach einem und einem halben Jahr, stellte er sich den Behörden. Nachdem er zunächst inhaftiert war, wurde ihm am 29. Dezember 2011 die Freilassung auf Kaution gewährt. Im Februar 2012 erlaubte ihm das zuständige Gericht, abermals gegen Hinterlegung einer Sicherheit, eine dreiwöchige Pilgerreise nach Indien, von der er absprachegemäß rechtzeitig zurückkehrte.